# Toronto Planets
Die Toronto Planets waren ein kanadisches Inlinehockeyfranchise aus Toronto in der Provinz Ontario. Es existierte im Jahr 1993 und nahm an einer Spielzeit der professionellen Inlinehockeyliga Roller Hockey International teil. Die Heimspiele des Teams wurden in der Varsity Arena ausgetragen.

## Geschichte
Die Toronto Planets waren 1993 eines von zwölf Teams, die in der Saison 1993 am Spielbetrieb der neu gegründeten professionellen Roller Hockey International teilnahmen. In seiner einzigen Saison gelangte das Team in den Play-offs um den Murphy Cup bis in das Viertelfinale und unterlag dort den Los Angeles Blades. Nach der Saison 1993 wurde das Team aufgelöst.
1993 hatten die Planets einen Zuschauerschnitt von 2317 und fanden sich im Vergleich der anderen Teams im unteren Drittel wieder. Der Zuschauerkrösus Anaheim Bullfrogs hatte einen Schnitt von 8366, während lediglich 1526 Zuschauer die Spiele der Florida Hammerheads besuchen wollten.
Die Teamfarben waren Schwarz, Lila, Blaugrün und Gelb.

## Saisonstatistik
Abkürzungen: Sp = Spiele, S = Siege, N = Niederlagen, U = Unentschieden, Pkt = Punkte, T = Erzielte Tore, GT = Gegentore
| Saison | Sp | S  | N | U | Pkt | T   | GT | Platz      | Playoffs                                               |
| 1993   | 14 | 10 | 4 | 0 | 20  | 136 | 83 | 1., Murphy | Niederlage im Playoff-Viertelfinale, 5:6 (Los Angeles) |

## Bekannte Spieler
- Dan Daoust
- Lou Franceschetti
- Manny Legace